# Mardaïtes
Les Mardaïtes sont un groupement confessionnel chrétien du Proche-Orient dont se réclament les actuels maronites et qui habitaient les plateaux de l'Anatolie méridionale : Pamphylie, Isaurie, Cilicie, ainsi que les actuels Syrie et Liban.

## Origines
Les Mardaïtes se réclamaient du concile de Chalcédoine ce qui en fait des chrétiens orthodoxes : leurs origines ethniques, probablement multiples, sont incertaines. Il peut s'agir de Persans zoroastriens convertis au christianisme, ou d'Arméniens, d'Araméens ou les trois. Étant identifiés par la religion et non par une langue particulière, il est probable que c'était leur foi qui les identifiait et rassemblait.

## Nom
Le nom de Mardaïtes leur a été donné par les Grecs (Μαρδαΐται dans les sources byzantines), qui les supposaient originaires du Mardistan, une région de population majoritairement arménienne située au nord-ouest du lac de Van. Ils pourraient aussi être issus de la tribu iranienne des Mardes, originaire des rives de la mer Caspienne, puis ayant migré vers l'Anatolie, à moins qu'il ne s'agisse que d'un transfert de nom.

## Histoire

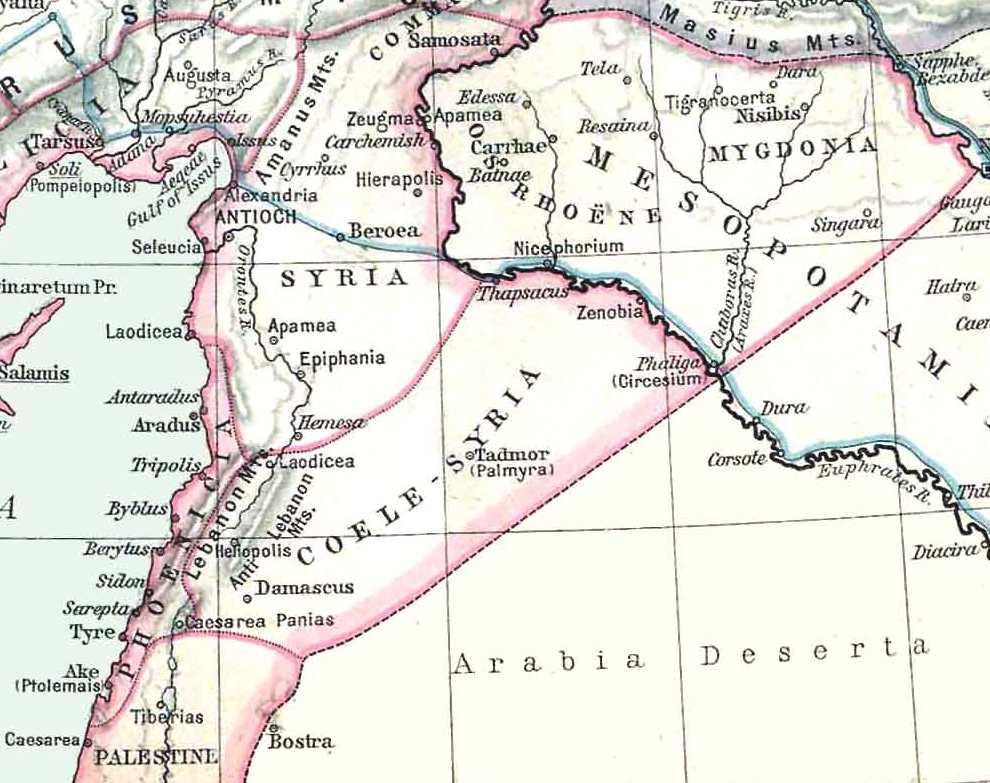
Les monts de l'Amanos (aujourd'hui Nur Dağlari), entre le golfe d'Issos et Antioche, au cœur de la région d'origine des Mardaïtes.

Après la conquête du Proche-Orient par les Arabes musulmans dans les années 630-640, les Mardaïtes des alentours du mont Liban créèrent des entités politiques nommées Marada et administrèrent depuis leur capitale de Baskinta un territoire s'étendant du Nord-Ouest de la Syrie (les monts Amanus) à la Galilée en Palestine septentrionale.
Les empereurs byzantins les utilisèrent comme mercenaires pour mener la guérilla dans les territoires dirigés par le califat. À certains moments, les Mardaïtes effectuèrent des raids jusqu'à des villes aussi importantes que Damas, imposant même à une reprise un tribut au calife omeyyade. Ils les ont aussi engagés comme marins, notamment dans la flotte des Cibyrrhéotes dont la base était à Attalée. Dans les Balkans et en mer Égée, les Mardaïtes luttèrent contre les flottes provinciales des thèmes byzantins, opposées à l'iconoclasme, dont ils étaient partisans ; il est aussi possible qu'ils soient l'une des sources de recrutement du corps de garde des Bardariotes.
Après la bataille du Yarmouk, le calife Omar chargea Mouawiyah ibn Abou Soufyan, gouverneur de Syrie, de soumettre les Mardaïtes. Devenu lui-même calife, Mouawiyah négocie en 667 la paix avec l'empereur byzantin Constantin IV, en échange d'un tribut versé par ce dernier. Trente ans plus tard, sous Justinien II, 12 000 réfugiés Mardaïtes de Syrie sont accueillis et établis en Isaurie, dans le cadre de ce traité de paix avec le califat. Il est possible que l'empereur iconoclaste Léon III l'Isaurien descende de ces Mardaïtes ou ait été influencé par eux.

## Historiographie moderne
Le fait que les Mardaïtes ont été utilisés comme mercenaires par l'empire byzantin pour lutter contre les armées musulmanes a été politiquement instrumentalisé dans le contexte libanais de 1975, et c'est alors que leur origine supposée libanaise a été mise en avant. Cependant la thèse de l'ascendance mardaïte des Maronites actuels est mise en doute dans les milieux scientifiques, qui rappellent que les troupes militaires, les communautés confessionnelles et les groupes ethniques du passé et d'aujourd'hui ont des origines multiples, et ne descendent donc pas « en ligne directe d'ancêtres uniques » comme le postulent les protochronistes (notamment phénicianistes, mais aussi Assyriens ou Druzes). La revendication de cette ascendance apparut lors de la création par Soleimane Frangié d'une milice maronite intitulée « Brigade Marada ».
Cependant l'existence de principautés semi-autonomes mardaïtes, plus ou moins durables ou éphémères, dans la région du Mont Liban, depuis l'invasion abbasside jusqu'à la fin des Croisades, est une réalité historique décrite par des sources byzantine et arabes. La puissance de ces principautés fut peut-être exagérée par certains maronites dans un but idéologique, mais leur existence dément l'autre mythe historique : celui des « arabistes » qui affirment que toutes les populations du Liban, quelle que soit leur diversité, sont d'origine arabe.

## Sources